# Lucas Lóh
Lucas Eduardo Loh (ur. 18 stycznia 1991 roku w Toledo) – brazylijski siatkarz, reprezentant kraju, grający na pozycji przyjmującego. W sezonie 2014/2015 występował w polskim klubie ZAKSA Kędzierzyn-Koźle, a w sezonie 2020/2021 w Cerrad Enea Czarnych Radom.

## Sukcesy klubowe
Mistrzostwo Brazylii:
- 2012, 2022[4]
- 2011, 2016, 2017, 2019

Klubowe Mistrzostwa Ameryki Południowej:
- 2012, 2022[5]
- 2013, 2025[6]
- 2014

Puchar Brazylii:
- 2017

Puchar Turcji:
- 2018

Mistrzostwo Turcji:
- 2018

Superpuchar Brazylii:
- 2018, 2021

Klubowe Mistrzostwa Świata:
- 2021
- 2023[7]

## Sukcesy reprezentacyjne
Puchar Panamerykański:
- 2013

Mistrzostwa Świata U-23:
- 2013

Puchar Wielkich Mistrzów:
- 2013

Liga Światowa:
- 2014, 2017

Mistrzostwa Ameryki Południowej:
- 2015

Mistrzostwa Świata:
- 2018

Igrzyska Panamerykańskie:
- 2019